# Anca Polocoșer
Anca Georgiana Polocoșer (n. 1 mai 1997, Suceava) este o handbalistă din România care joacă pentru Minaur Baia Mare și echipa națională a României.
Anterior, handbalista a mai evoluat la CSM Cetate Deva, Dinamo București și CSM Roman.
Polocoșer a făcut parte din echipa națională de tineret a României care a câștigat medalia de bronz la Campionatul Mondial din 2016.
În ianuarie 2024 s-a anunțat că ea va lua o pauză din activitatea sportivă, fiind însărcinată.

## Palmares
- Campionatul Mondial pentru Tineret:
  -  Medalie de bronz: 2016

- Liga Europeană:
  -  Medalie de bronz (Turneul Final Four): 2021
  - Locul 4 (Turneul Final Four): 2022

- Liga Națională: 
  -  Medalie de argint: 2021

- Trofeul Carpați:
  - Locul 2: 2018

## Premii individuale
- Cel mai bun sportiv al anului din județul Maramureș (premiu acordat de Direcția Județeană de Sport și Tineret Maramureș): 2016[3][11]

## Statistică goluri și pase de gol
Conform Federației Române de Handbal, Federației Europene de Handbal și Federației Internaționale de Handbal:
| Sezon                           | Echipă  | Goluri |
| ------------------------------- | ------- | ------ |
|                                 |         |        |
| 2017-18                         |         |        |
| CSM Roman                       | 14      |        |
|                                 |         |        |
| 2018-19                         |         |        |
| CSM Roman / CS Minaur Baia Mare | 9✳ / 10 |        |
|                                 |         |        |
| 2019-20                         |         |        |
| CS Minaur Baia Mare             | 10      |        |
|                                 |         |        |
| 2020-21                         |         |        |
| CS Minaur Baia Mare             | 10      |        |
|                                 |         |        |
| 2021-22                         |         |        |
| CS Minaur Baia Mare             | 21      |        |

| Sezon               | Echipă | Goluri |
| ------------------- | ------ | ------ |
|                     |        |        |
| 2017-18             |        |        |
| CSM Roman           | 1      |        |
|                     |        |        |
| 2018-19             |        |        |
| CS Minaur Baia Mare | -      |        |
|                     |        |        |
| 2019-20             |        |        |
| CS Minaur Baia Mare | 3      |        |
|                     |        |        |
| 2020-21             |        |        |
| CS Minaur Baia Mare | 1      |        |
| 2021-22             |        |        |
| CS Minaur Baia Mare | -      |        |

| Ediția          | Echipă | Goluri | Pase de gol |
| --------------- | ------ | ------ | ----------- |
|                 |        |        |             |
| Spania 2015     |        |        |             |
| România tineret | 3      | 2      |             |

| Ediția          | Echipă | Goluri | Pase de gol |
| --------------- | ------ | ------ | ----------- |
|                 |        |        |             |
| Rusia 2016      |        |        |             |
| România tineret | 23     | 6      |             |

| Ediția         | Echipă | Goluri | Pase de gol |
| -------------- | ------ | ------ | ----------- |
|                |        |        |             |
| Franța 2018    |        |        |             |
| România        | -      | -      |             |
|                |        |        |             |
| Danemarca 2020 |        |        |             |
| România        | 8      | 1      |             |

| Ediția       | Echipă | Goluri | Pase de gol |
| ------------ | ------ | ------ | ----------- |
|              |        |        |             |
| Japonia 2019 |        |        |             |
| România      | 10     | 11     |             |
|              |        |        |             |
| Spania 2021  |        |        |             |
| România      | -      | 9      |             |

| Sezon               | Echipă | Goluri |
| ------------------- | ------ | ------ |
|                     |        |        |
| 2020-21             |        |        |
| CS Minaur Baia Mare | 6      |        |
|                     |        |        |
| 2021-22             |        |        |
| CS Minaur Baia Mare | 8      |        |

| Sezon     | Echipă | Goluri |
| --------- | ------ | ------ |
|           |        |        |
| 2017-18   |        |        |
| CSM Roman | 5      |        |

✳ CSM Roman s-a retras din campionat după etapa a VII-a din sezonul 2018-2019, iar rezultatele din meciurile susținute de CSM Roman au fost anulate.